# Жаргаланта
Жаргаланта (рос. Жаргаланта) — улус Селенгинського району, Бурятії Росії. Входить до складу Сільського поселення Жаргаланта.
Населення —  900 осіб (2015 рік). 